# Air Serbia
Air Serbia är Serbiens nationella flygbolag. Flygbolaget var tidigare känt under namnet Jat Airways men flyger med sitt nya namn sedan oktober 2013.

## Historia
Flygbolaget grundades redan 1927 i dåvarande Jugoslavien under namnet Aeroput och har också haft namnet JAT Yugoslav Airlines. Den serbiska regeringen och flygbolaget Etihad Airways enades i augusti 2013 om att Etihad Airways skulle överta 49% av Jat Airways. Den serbiska staten kvarstår som majoritetsägare. I samband med överenskommelsen omorganiserades Jat Airways, en modernisering av flottan påbörjades och bolaget bytte namn till Air Serbia. Den första flygningen under det nya namnet genomfördes mellan Belgrad i Serbien och Abu Dhabi i Förenade Arabemiraten där Etihad Airways har sitt flygnav. Under 2020 minskade Etihad Airways sin ägarandel till 18%, och i slutet av 2023 blev bolaget återigen helägt av den serbiska staten.

## Flotta

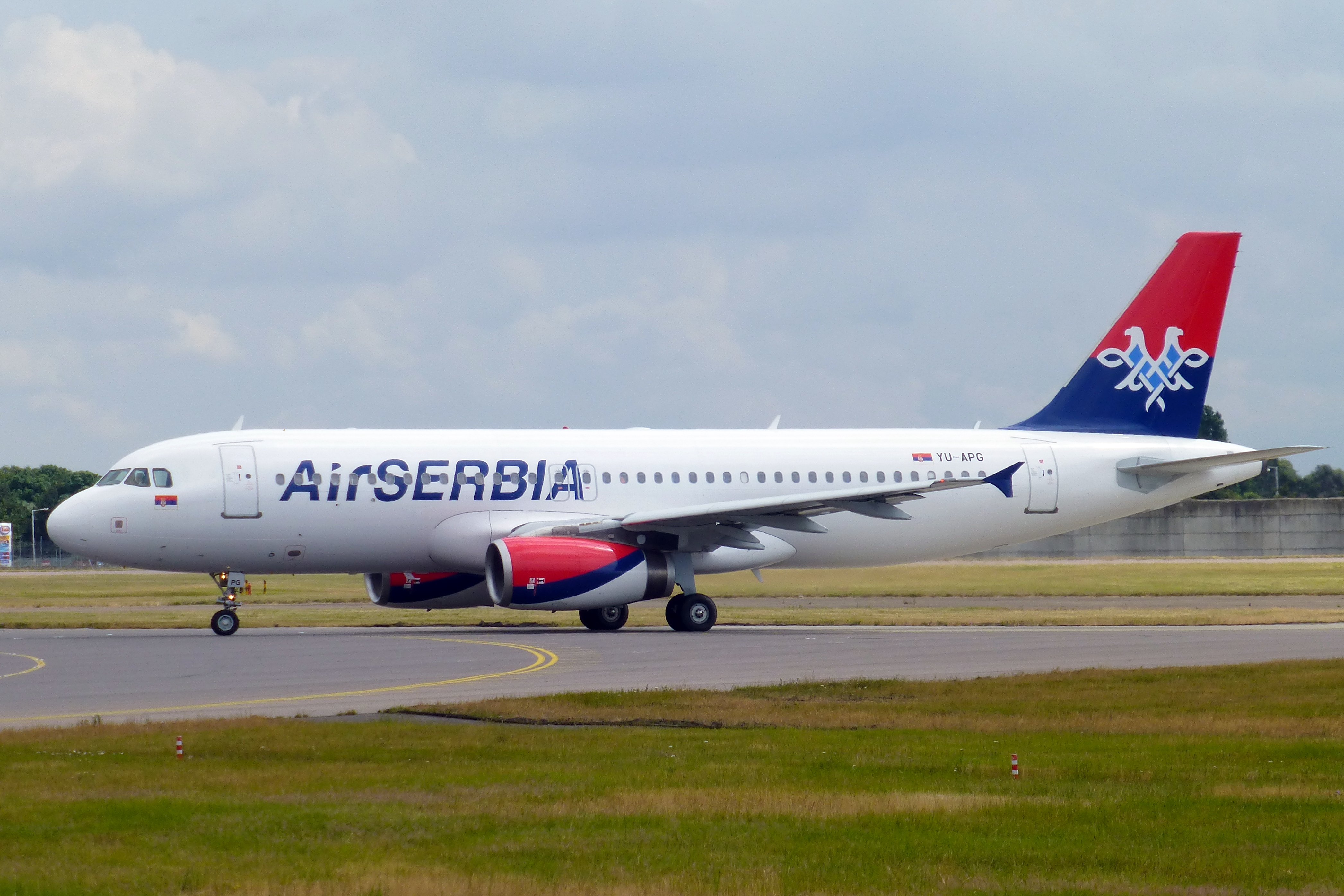
Air Serbia:s Airbus A320-200

Air Serbia:s flygplansflotta är sammansatt på följande sätt:
| Flygplansmodell | Antal | Passagerare (Business/Ekonomi) | Övrigt                                      |
| --------------- | ----- | ------------------------------ | ------------------------------------------- |
| Airbus 319-100  | 10    | 144 (0/144)                    |                                             |
| Airbus 320-200  | 3     | 174 (0/174)                    |                                             |
| Airbus 330-200  | 2     | 257 (21/236)                   | En tredje ansluter till bolaget under 2023. |
| ATR 72-600      | 7     | 72 (0/72)                      |                                             |
| Embraer 195     | 3     | 118 (0/118)                    |                                             |
| Totalt          | 25    |                                |                                             |

## Destinationer från Belgrad
Följande ordinarie (ej charter) destinationer trafikeras av Air Serbia från sitt huvudsakliga flygnav i Belgrad:
| Stad             | Land                    | Flygplats                                            | Kommentar            |
| ---------------- | ----------------------- | ---------------------------------------------------- | -------------------- |
| Amsterdam        | Nederländerna           | Amsterdam-Schiphols flygplats                        |                      |
| Ankara           | Turkiet                 | Ankara flygplats                                     |                      |
| Aten             | Grekland                | Aten-Elefthérios Venizélos internationella flygplats |                      |
| Banja Luka       | Bosnien och Hercegovina | Banja Lukas internationella flygplats                |                      |
| Barcelona        | Spanien                 | Barcelona El Prats flygplats                         |                      |
| Belgrad          | Serbien                 | Belgrad-Nikola Teslas flygplats                      | Flygnav              |
| Berlin           | Tyskland                | Berlin-Tegels flygplats                              |                      |
| Bryssel          | Belgien                 | Bryssel-Zaventems flygplats                          |                      |
| Budapest         | Ungern                  | Budapest-Ferenc Liszts internationella flygplats     |                      |
| Bukarest         | Rumänien                | Henri Coandă internationella flygplats               |                      |
| Chicago          | USA                     | O'Hare International Airport                         |                      |
| Dubrovnik        | Kroatien                | Dubrovniks flygplats                                 | Ej vinterdestination |
| Düsseldorf       | Tyskland                | Düsseldorf Flughafens station                        |                      |
| Frankfurt        | Tyskland                | Frankfurt Mains flygplats                            |                      |
| Hamburg          | Tyskland                | Hamburgs flygplats                                   |                      |
| Heraklion        | Grekland                | Heraklions internationella flygplats                 | Ej vinterdestination |
| Istanbul         | Turkiet                 | Istanbul Airport                                     |                      |
| Izmir            | Turkiet                 | Adnan Menderes flygplats                             | Ej vinterdestination |
| Kairo            | Egypten                 | Kairos internationella flygplats                     |                      |
| Kazan            | Ryssland                | Kazans internationella flygplats                     |                      |
| Korfu            | Grekland                | Korfus internationella flygplats                     | Ej vinterdestination |
| Krasnodar        | Ryssland                | Krasnodar International Airport                      |                      |
| Köpenhamn        | Danmark                 | Kastrups flygplats                                   |                      |
| Larnaca          | Cypern                  | Larnacas internationella flygplats                   |                      |
| Ljubljana        | Slovenien               | Ljubljana Jože Pučniks flygplats                     |                      |
| London           | Storbritannien          | London-Heathrow flygplats                            |                      |
| Lyon             | Frankrike               | Lyon-Saint Exupéry Flygplats                         |                      |
| Madrid           | Spanien                 | Adolfo Suárez Madrid-Barajas flygplats               |                      |
| Malaga           | Spanien                 | Málaga-Costa del Sols flygplats                      |                      |
| Malta            | Malta                   | Maltas internationella flygplats                     | Ej vinterdestination |
| Marseille        | Frankrike               | Marseille Provence flygplats                         |                      |
| Milano           | Italien                 | Milano-Malpensa flygplats                            |                      |
| Moskva           | Ryssland                | Sjeremetevos internationella flygplats               |                      |
| New York         | USA                     | John F. Kennedy International Airport                |                      |
| Nice             | Frankrike               | Nice Côte d'Azurs flygplats                          |                      |
| Ohrid            | Nordmakedonien          | Ohrids "St Paul the apostle" airport                 |                      |
| Oslo             | Norge                   | Oslo flygplats, Gardermoen                           |                      |
| Palermo          | Italien                 | Palermos flygplats                                   | Ej vinterdestination |
| Paris            | Frankrike               | Paris-Charles de Gaulle flygplats                    |                      |
| Podgorica        | Montenegro              | Podgoricas flygplats                                 |                      |
| Prag             | Tjeckien                | Prag-Václav Havels flygplats                         |                      |
| Pula             | Kroatien                | Pulas flygplats                                      | Ej vinterdestination |
| Rhodos           | Grekland                | Rhodos internationella flygplats                     | Ej vinterdestination |
| Rom              | Italien                 | Rom-Fiumicinos flygplats                             |                      |
| Salzburg         | Österrike               | Salzburgs flygplats                                  |                      |
| Sarajevo         | Bosnien och Hercegovina | Sarajevos internationella flygplats                  |                      |
| Skopje           | Nordmakedonien          | Skopjes internationella flygplats                    |                      |
| Sofia            | Bulgarien               | Sofias flygplats                                     |                      |
| Split            | Kroatien                | Splits flygplats                                     | Ej vinterdestination |
| Sankt Petersburg | Ryssland                | Pulkovos internationella flygplats                   |                      |
| Stockholm        | Sverige                 | Stockholm Arlanda Airport                            |                      |
| Stuttgart        | Tyskland                | Stuttgarts flygplats                                 |                      |
| Tianjin          | Kina                    | Tianjin flygplats                                    |                      |
| Tirana           | Albanien                | Tiranas internationella flygplats Moder Teresa       |                      |
| Thessaloniki     | Grekland                | Thessalonikis internationella flygplats              |                      |
| Tivat            | Montenegro              | Tivats flygplats                                     |                      |
| Valencia         | Spanien                 | Valencias flygplats                                  |                      |
| Venedig          | Italien                 | Marco Polo-flygplatsen                               |                      |
| Wien             | Österrike               | Wien-Schwechats internationella flygplats            |                      |
| Zagreb           | Kroatien                | Franjo Tuđmans flygplats                             |                      |
| Zürich           | Schweiz                 | Zürichs internationella flygplats                    |                      |

## Destinationer från Niš
Den 15 juli 2019 startade Air Serbia flygtrafik från staden Niš i södra Serbien som blev flygbolagets andra flygnav. Följande ordinarie destinationer trafikeras från Niš:
| Stad            | Land      | Flygplats                            | Kommentar |
| --------------- | --------- | ------------------------------------ | --------- |
| Bologna         | Italien   | Bologna Guglielmo Marconis flygplats |           |
| Frankfurt       | Tyskland  | Frankfurt Hanhs flygplats            |           |
| Friedrichshafen | Tyskland  | Friedrichshafens flygplats           |           |
| Göteborg        | Sverige   | Göteborg-Landvetter flygplats        |           |
| Hannover        | Tyskland  | Hannover-Langenhagens flygplats      |           |
| Karlsruhe       | Tyskland  | Karlsruhe/Baden-Badens flygplats     |           |
| Ljubljana       | Slovenien | Ljubljana Jože Pučniks flygplats     |           |
| Niš             | Serbien   | Niš flygplats Konstantin den store   | Flygnav   |
| Nürnberg        | Tyskland  | Nürnbergs flygplats                  |           |
| Rom             | Italien   | Rom-Fiumicinos flygplats             |           |
| Salzburg        | Österrike | Salzburgs flygplats                  |           |

## Samarbeten och codeshare
I oktober 2014 presenterades ett nytt samarbete mellan de bolag som Etihad Airways har ägarandelar i: Jet Airways, Air Serbia, Air Seychelles, Etihad Airways. Samarbetet går under namnet Etihad Airways Partners. Samarbetet innebär bland annat att bolagen synkroniserar sina tidtabeller och linjenät och ger bonusfördelar till resenärerna på alla de flygbolagen i gruppen. Sedan dess har samarbetet utökats med att även omfatta flygbolagen Alitalia och Niki. Etihads ägande i europeiska flygbolag har inte varit helt lyckat och under 2017 avyttrades ägarandelar i Air Berlin (som senare försattes i konkurs) och Etihad regional.
Air Serbia har avtal om codeshare med följande flygbolag:
| Flygbolag           |
| ------------------- |
| Aegean Airlines     |
| Aeroflot            |
| Air Baltic          |
| Air China           |
| Air Europa          |
| Air France          |
| Bulgaria Air        |
| El Al               |
| Etihad Airways      |
| Finnair             |
| ITA Airways         |
| KLM                 |
| Montenegro Airlines |
| Qatar Airways       |
| TAROM               |
| Turkish Airlines    |

## Lojalitetsprogram
Air Serbia använder sig av Etihad Airways lojalitets- och bonusprogram Etihad Guest. Resenärer kan samla poäng på Air Serbias flygningar samt på partnerbolagens flygningar.